# Guglielmina Federica di Württemberg
Guglielmina Federica Elisabetta di Württemberg (Losanna, 3 luglio 1764 – Wallerstein, 9 agosto 1817) era una delle tre figlie che Ludovico Eugenio di Württemberg, duca di Württemberg dal 1793 al 1795, ebbe da sua moglie Sofia di Beichlingen.

## Biografia
Venne data in sposa a Crato Ernesto di Oettingen-Oettingen e Oettingen-Wallerstein, conte di Oettingen-Wallerstein e Oettingen-Baldern dal 1766 e vedovo nel 1776 di Maria Teresa di Thurn und Taxis dalla quale aveva avuto la figlia Federica Sofia. Il matrimonio venne celebrato a Waiblingen il 20 ottobre 1789.
Rimasta vedova il 6 ottobre 1802, vide ereditare la contea suo figlio Ludovico Ernesto che tuttavia rifiutò i suoi diritti nel 1823 per sposare morganaticamente Maria Creszentia Bourgin. Divenne conte l'altro figlio Federico Enrico.

## Discendenza
Guglielmina Federica diede al marito dodici figli:
- Ludovico Ernesto (Wallerstein, 31 gennaio 1791-Lucerna, 22 giugno 1870), che contrasse matrimonio morganatico;
- Carlo Ludovico (Wallerstein, 18 marzo 1792-Wallerstein, 15 novembre 1795);
- Federico Enrico (Wallerstein, 16 ottobre 1793-Wallerstein, 15 novembre 1842), che sposò Sofia di Fürstenberg e, rimasto vedovo, Maria Anna di Trauttmansdorff-Weinsberg;
- Francesco Ludovico (Wallerstein, 20 febbraio 1795-Hanau, 30 ottobre 1813);
- Carlo Anselmo (Wallerstein, 6 maggio 1796-Monaco, 4 marzo 1871), che sposò Giulia di Dietrichstein;
- Sofia Albertina (Wallerstein, 27 agosto 1797-Hagenberg im Mühlkreis, 14 febbraio 1880), che sposò Alfredo di Durckheim-Montmartin;
- Maria Carlotta (Wallerstein, 2 settembre 1798-Wallerstein, 2 ottobre 1804);
- Francesco Giuseppe (Wallerstein, 13 agosto 1799-Schwenningen[non chiaro], 26 dicembre 1800);
- Maria Teresa (Wallerstein, 13 agosto 1799-6 febbraio 1859), che sposò Federico di Speth;
- Luisa Federica (Schwenningen[non chiaro], 6 febbraio 1801-Wallerstein, 9 settembre 1801);
- Carlotta Guglielmina (Wallerstein, 14 febbraio 1802-Praga, 4 gennaio 1893), che sposò Alberto di Montecuccoli-Laderchi;
- Maria Ernestina (Wallerstein, 5 luglio 1803-Vienna, 1º febbraio 1872), che sposò Giuseppe Ernesto di Fürstenberg.

## Ascendenza
|                                       |                                      |                                           | Genitori                                        |  |  | Nonni |  |  | Bisnonni                                 |  |  | Trisnonni                          |  |
|                                       |                                      |                                           |                                                 |  |  |       |  |  | Friedrich Karl von Württemberg-Winnental |  |  | Eberhard III, duca del Württemberg |  |
|                                       |                                      |                                           |                                                 |  |  |       |  |  | Friedrich Karl von Württemberg-Winnental |  |  | Eberhard III, duca del Württemberg |  |
|                                       |                                      | Anna Katharina Dorothea von Salm-Kyrburg  |                                                 |  |  |       |  |  | Friedrich Karl von Württemberg-Winnental |  |  |                                    |  |
| Karl Alexander, duca del Württemberg  |                                      |                                           |                                                 |  |  |       |  |  | Friedrich Karl von Württemberg-Winnental |  |  |                                    |  |
|                                       |                                      | Eleonore Juliane von Brandenburg-Ansbach  | Albrecht II, margravio di Brandeburgo-Ansbach   |  |  |       |  |  |                                          |  |  |                                    |  |
|                                       |                                      | Eleonore Juliane von Brandenburg-Ansbach  | Albrecht II, margravio di Brandeburgo-Ansbach   |  |  |       |  |  |                                          |  |  |                                    |  |
|                                       |                                      | Eleonore Juliane von Brandenburg-Ansbach  | Sophie Margarete von Oettingen-Oettingen        |  |  |       |  |  |                                          |  |  |                                    |  |
| Ludwig Eugen, duca del Württemberg    |                                      | Eleonore Juliane von Brandenburg-Ansbach  |                                                 |  |  |       |  |  |                                          |  |  |                                    |  |
|                                       |                                      | Anselm Franz, principe di Thurn und Taxis | Eugen Alexander, principe di Thurn und Taxis    |  |  |       |  |  |                                          |  |  |                                    |  |
|                                       |                                      | Anselm Franz, principe di Thurn und Taxis | Eugen Alexander, principe di Thurn und Taxis    |  |  |       |  |  |                                          |  |  |                                    |  |
|                                       |                                      | Anselm Franz, principe di Thurn und Taxis | Anna Adelheid von Fürstenberg-Heiligenberg      |  |  |       |  |  |                                          |  |  |                                    |  |
| Maria Augusta von Thurn und Taxis     |                                      | Anselm Franz, principe di Thurn und Taxis |                                                 |  |  |       |  |  |                                          |  |  |                                    |  |
|                                       |                                      | Maria Ludovika Anna von Lobkowicz         | Ferdinand August, principe di Lobkowicz         |  |  |       |  |  |                                          |  |  |                                    |  |
|                                       |                                      | Maria Ludovika Anna von Lobkowicz         | Ferdinand August, principe di Lobkowicz         |  |  |       |  |  |                                          |  |  |                                    |  |
|                                       |                                      | Maria Ludovika Anna von Lobkowicz         | Marie Anna Wilhelmine von Baden-Baden           |  |  |       |  |  |                                          |  |  |                                    |  |
| Wilhelmine Friederike von Württemberg |                                      | Maria Ludovika Anna von Lobkowicz         |                                                 |  |  |       |  |  |                                          |  |  |                                    |  |
|                                       | Gottlieb Adolf, conte di Beichlingen | Gottfried Hermann, conte di Beichlingen   |                                                 |  |  |       |  |  |                                          |  |  |                                    |  |
|                                       | Gottlieb Adolf, conte di Beichlingen | Gottfried Hermann, conte di Beichlingen   |                                                 |  |  |       |  |  |                                          |  |  |                                    |  |
|                                       | Gottlieb Adolf, conte di Beichlingen | Perpetua Margarethe von Lüttichau         |                                                 |  |  |       |  |  |                                          |  |  |                                    |  |
| August, conte di Beichlingen          | Gottlieb Adolf, conte di Beichlingen |                                           |                                                 |  |  |       |  |  |                                          |  |  |                                    |  |
|                                       |                                      | Elisabeth Philippine von Haxthausen       | Christian August, barone di Haxthausen          |  |  |       |  |  |                                          |  |  |                                    |  |
|                                       |                                      | Elisabeth Philippine von Haxthausen       | Christian August, barone di Haxthausen          |  |  |       |  |  |                                          |  |  |                                    |  |
|                                       |                                      | Elisabeth Philippine von Haxthausen       | Clara Agnesa von Cornberg                       |  |  |       |  |  |                                          |  |  |                                    |  |
| Sophie Albertine von Beichlingen      |                                      | Elisabeth Philippine von Haxthausen       |                                                 |  |  |       |  |  |                                          |  |  |                                    |  |
|                                       |                                      | Cajus Burghard, barone di Stöcken         | Heinrich von Stöcken                            |  |  |       |  |  |                                          |  |  |                                    |  |
|                                       |                                      | Cajus Burghard, barone di Stöcken         | Heinrich von Stöcken                            |  |  |       |  |  |                                          |  |  |                                    |  |
|                                       |                                      | Cajus Burghard, barone di Stöcken         | Anna Catharina von Felden                       |  |  |       |  |  |                                          |  |  |                                    |  |
| Sophie Helene, baronessa di Stöcken   |                                      | Cajus Burghard, barone di Stöcken         |                                                 |  |  |       |  |  |                                          |  |  |                                    |  |
|                                       |                                      | Maria Albertine, baronessa di Bellin      | Philipp Bernhard, barone di Bellin              |  |  |       |  |  |                                          |  |  |                                    |  |
|                                       |                                      | Maria Albertine, baronessa di Bellin      | Philipp Bernhard, barone di Bellin              |  |  |       |  |  |                                          |  |  |                                    |  |
|                                       |                                      | Maria Albertine, baronessa di Bellin      | Sophie Juliane zu Leiningen-Dagsburg-Hartenburg |  |  |       |  |  |                                          |  |  |                                    |  |
|                                       |                                      | Maria Albertine, baronessa di Bellin      |                                                 |  |  |       |  |  |                                          |  |  |                                    |  |